# Seleção Venezuelana de Futebol Sub-20
A Seleção Venezuelana de Futebol Sub-20, também conhecida por Venezuela Sub-20, é a seleção venezuelana de futebol formada por jogadores com idade inferior a 20 anos.